# Oncidium sphacelatum
Oncidium sphacelatum es una orquídea epifita originaria de América.

## Descripción
Oncidium sphacelatum es una orquídea epífita y ocasionalmente litófita con pseudobulbos cilíndricos aplastados lateralmente de los que salen apicalmente dos hojas coriáceas estrechas oblongo linguladas, en su centro emergen dos varas florales de numerosas y diminutas flores. Posee un  tallo floral paniculado.

Flores en racimo mediano de muchas flores de tamaño pequeño de color amarillo fuerte con manchas color café.   

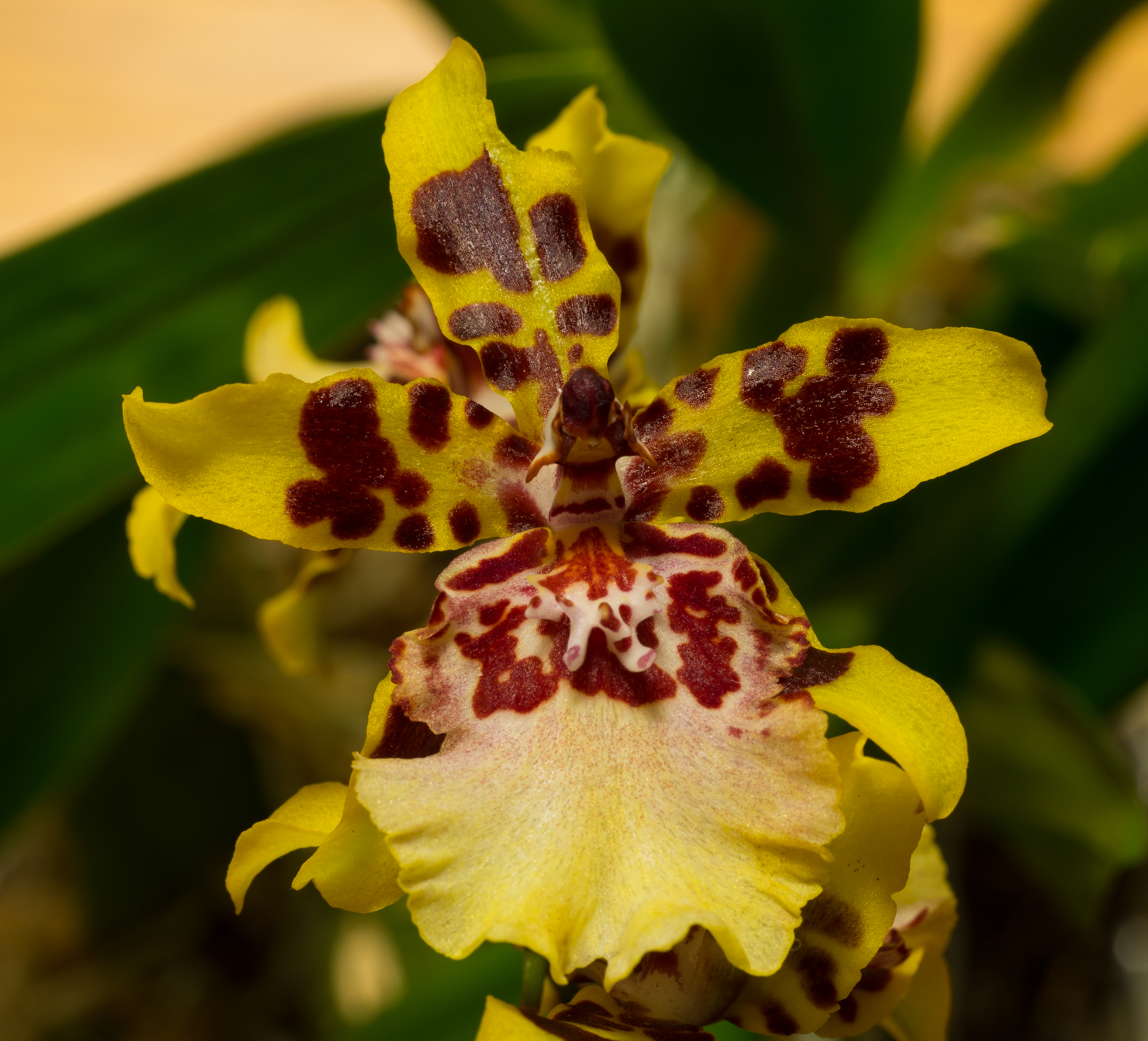
Flor

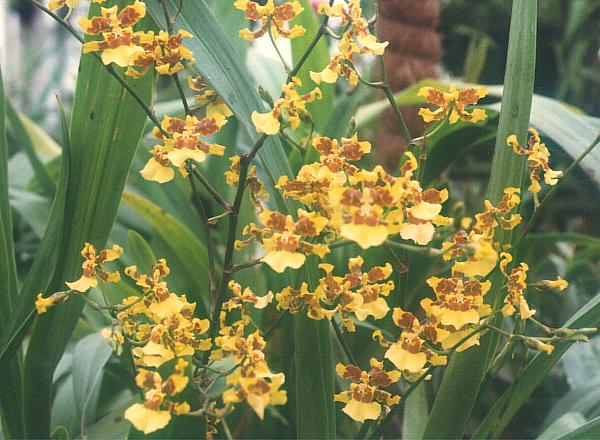
Oncidium sphacelatum vara floral

## Hábitat
Esta especie es originaria del sur de México en Campeche, en Centroamérica y el SE de Venezuela. Esta Orquídea se desarrolla sobre árboles. Zona de clima húmedo cálido de tierras por debajo de 1000 metros.

## Cultivo
Tiene preferencia de mucha claridad o con sombra moderada. Para cultivar se debe plantar en un tronco con la base recta no muy largo, para que se pueda mantener en pie y se coloca la orquídea atada a un costado de este.

Se pueden poner en el exterior como Cymbidium para forzar la floración. En invierno mantenerle el sustrato seco con pocos riegos. 
Florecen en enero y febrero en su hábitat.

## Taxonomía
Oncidium sphacelatum fue descrita por John Lindley  y publicado en Sertum Orchidaceum sub. t. 48. 1841.
Etimología
Ver: Oncidium, Etimología
sphacelatum: epíteto latíno que significa "muerte", "enfermedad". Para los indios mesoamericanos el amarillo-sol atravesado de franjas rojo-oscuras, significa la sangre humana reviviendo al sol en tiempo de peligro.
Sinonimia
- Oncidium stenostalix Rchb.f ex Kraenzel. 1922.
- Oncidium sphacelatum var. majus Lindl. (1841)
- Oncidium sphacelatum var. minus Lindl. (1841)
- Oncidium massangei E. Morren (1877)[2][3][4]